# Női kosárlabdatorna a 2011. évi nyári európai ifjúsági olimpiai fesztiválon
A 2011. évi nyári európai ifjúsági olimpiai fesztiválon a női kosárlabda mérkőzéseket július 25. és július 29. között rendezték Trabzonban.

## Érmesek
| A 2011. évi nyári európai ifjúsági olimpiai fesztivál érmesei női kosárlabdában | A 2011. évi nyári európai ifjúsági olimpiai fesztivál érmesei női kosárlabdában | A 2011. évi nyári európai ifjúsági olimpiai fesztivál érmesei női kosárlabdában | A 2011. évi nyári európai ifjúsági olimpiai fesztivál érmesei női kosárlabdában |
| --- | --- | --- | ------------------------------------------------------------------------------- |
| Arany | Ezüst | Bronz |                                                                                 |
| Belgium · Hind Ben Abdelkader · Aline Verelst · An-katrien Nauwelaers · Isabelle Medjo Nnengue · Julie Allemand · Margo De Korte · Kyara Linskens · Axelle Bernard · Anneleen De Baets · Celine Lemmens · Laetitia Mpoyi Wa Mpoyi · Marlon Delrue | Franciaország · Fleur Devillers · Berengere Dinga Mbomi · Assitan Kone · Lysa Millavet · Aby Gaye · Laetitia Guapo · Marie Michele Milapie · Alexia Lacaule · Sophia Elenga · Marie Mane · Clementine Morateur · Carla Blatrie | Oroszország · Valeria Alefirenko · Ksenia Kuzmina · Yuliya Chaykovskaya · Yana Degtyarskaya · Polina Fedorova · Ekaterina Ilinova · Elizaveta Komarova · Olga Lavrova · Zhosselina Maiga · Ekaterina Safonova · Daria Shomodi · Ekaterina Tsukanova |                                                                                 |

## Csoportkör

### A csoport
| Csapat        | M | Gy | V | P+  | P–  | Pk  | P |
| ------------- | - | -- | - | --- | --- | --- | - |
| Oroszország   | 3 | 3  | 0 | 174 | 132 | +15 | 6 |
| Franciaország | 3 | 2  | 1 | 147 | 142 | +5  | 5 |
| Hollandia     | 3 | 1  | 2 | 195 | 191 | +4  | 4 |
| Finnország    | 3 | 0  | 3 | 137 | 188 | -51 | 3 |

| július 25. 12:00 | Franciaország                                 | 64–61 | Hollandia        | Trabzon, 19 Mayis Sports Hall Játékvezetők: Elif Inci (TUR) |
| július 25. 12:00 | (16:11, 16:15, 11:12, 12:17, 9:6) Jegyzőkönyv |       |                  | Trabzon, 19 Mayis Sports Hall Játékvezetők: Elif Inci (TUR) |
| július 25. 12:00 | Fleur Devillers 12                            | Pont  | Isabella Slim 20 | Trabzon, 19 Mayis Sports Hall Játékvezetők: Elif Inci (TUR) |

| július 25. 18:30 | Oroszország                          | 66–37 | Finnország         | Trabzon, 19 Mayis Sports Hall Játékvezetők: Marcis Senkevic (LAT) |
| július 25. 18:30 | (17:9, 19:11, 22:8, 8:9) Jegyzőkönyv |       |                    | Trabzon, 19 Mayis Sports Hall Játékvezetők: Marcis Senkevic (LAT) |
| július 25. 18:30 | Yana Degtyarskaya 11                 | Pont  | Anniina Aijanen 11 | Trabzon, 19 Mayis Sports Hall Játékvezetők: Marcis Senkevic (LAT) |

| július 26. 14:15 | Finnország                          | 36–49 | Franciaország     | Trabzon, 19 Mayis Sports Hall Játékvezetők: Laurent Beck (BEL) |
| július 26. 14:15 | (5:20, 9:9, 9:11, 13:9) Jegyzőkönyv |       |                   | Trabzon, 19 Mayis Sports Hall Játékvezetők: Laurent Beck (BEL) |
| július 26. 14:15 | Jasmine Dolivo 7                    | Pont  | Laetitia Guapo 11 | Trabzon, 19 Mayis Sports Hall Játékvezetők: Laurent Beck (BEL) |

| július 26. 18:30 | Hollandia                                | 61–63 | Oroszország          | Trabzon, 19 Mayis Sports Hall Játékvezetők: Vlademir Veskovic (SRB) |
| július 26. 18:30 | (15:16, 10:14, 17:19, 19:14) Jegyzőkönyv |       |                      | Trabzon, 19 Mayis Sports Hall Játékvezetők: Vlademir Veskovic (SRB) |
| július 26. 18:30 | Isabella Slim 18                         | Pont  | Ekaterina Ilinova 15 | Trabzon, 19 Mayis Sports Hall Játékvezetők: Vlademir Veskovic (SRB) |

| július 27. 14:15 | Finnország                               | 64–73 | Hollandia           | Trabzon, 19 Mayis Sports Hall Játékvezetők: Elif Inci (TUR) |
| július 27. 14:15 | (17:20, 18:18, 13:14, 16:21) Jegyzőkönyv |       |                     | Trabzon, 19 Mayis Sports Hall Játékvezetők: Elif Inci (TUR) |
| július 27. 14:15 | Anniina Aijanen 16                       | Pont  | Merlin Lammerink 23 | Trabzon, 19 Mayis Sports Hall Játékvezetők: Elif Inci (TUR) |

| július 27. 18:30 | Franciaország                         | 34–45 | Oroszország          | Trabzon, 19 Mayis Sports Hall Játékvezetők: Sami Ozel (TUR) |
| július 27. 18:30 | (14:8, 4:14, 11:11, 5:12) Jegyzőkönyv |       |                      | Trabzon, 19 Mayis Sports Hall Játékvezetők: Sami Ozel (TUR) |
| július 27. 18:30 | Fleur Devillers 12                    | Pont  | Yana Degtyarskaya 10 | Trabzon, 19 Mayis Sports Hall Játékvezetők: Sami Ozel (TUR) |

### B csoport
| Csapat       | M | Gy | V | P+  | P–  | Pk  | P |
| ------------ | - | -- | - | --- | --- | --- | - |
| Törökország  | 3 | 3  | 0 | 200 | 176 | +24 | 6 |
| Belgium      | 3 | 2  | 1 | 184 | 177 | +7  | 5 |
| Szerbia      | 3 | 1  | 2 | 185 | 183 | +2  | 4 |
| Horvátország | 3 | 0  | 3 | 162 | 195 | -33 | 3 |

| július 25. 14:15 | Horvátország                             | 61–68 | Belgium                | Trabzon, 19 Mayis Sports Hall Játékvezetők: Anastasios Manos (GRE) |
| július 25. 14:15 | (15:19, 18:23, 13:16, 15:10) Jegyzőkönyv |       |                        | Trabzon, 19 Mayis Sports Hall Játékvezetők: Anastasios Manos (GRE) |
| július 25. 14:15 | Antonija Chiabov 14                      | Pont  | Hind Ben Abdelkader 15 | Trabzon, 19 Mayis Sports Hall Játékvezetők: Anastasios Manos (GRE) |

| július 25. 16:15 | Törökország                             | 73–69 | Szerbia                  | Trabzon, 19 Mayis Sports Hall Játékvezetők: Miroslav Kaluderovic (MNT) |
| július 25. 16:15 | (13:18, 16:24, 14:9, 30:18) Jegyzőkönyv |       |                          | Trabzon, 19 Mayis Sports Hall Játékvezetők: Miroslav Kaluderovic (MNT) |
| július 25. 16:15 | Minel Bodur 14                          | Pont  | Aleksandra Crvendakic 17 | Trabzon, 19 Mayis Sports Hall Játékvezetők: Miroslav Kaluderovic (MNT) |

| július 26. 12:00 | Belgium                                 | 60–56 | Szerbia                  | Trabzon, 19 Mayis Sports Hall Játékvezetők: Marcis Senkevic (LAT) |
| július 26. 12:00 | (23:10, 10:17, 12:20, 15:9) Jegyzőkönyv |       |                          | Trabzon, 19 Mayis Sports Hall Játékvezetők: Marcis Senkevic (LAT) |
| július 26. 12:00 | Hind Ben Abdelkader 15                  | Pont  | Aleksandra Crvendakic 17 | Trabzon, 19 Mayis Sports Hall Játékvezetők: Marcis Senkevic (LAT) |

| július 26. 16:15 | Horvátország                            | 51–67 | Törökország                                                    | Trabzon, 19 Mayis Sports Hall Játékvezetők: Alexandra Romanov (RUS) |
| július 26. 16:15 | (9:15, 15:12, 15:20, 12:20) Jegyzőkönyv |       |                                                                | Trabzon, 19 Mayis Sports Hall Játékvezetők: Alexandra Romanov (RUS) |
| július 26. 16:15 | Ivana Matic 20                          | Pont  | Hulya Coklar 10 Busra Akbas 10 Minel Bodur 10 Nazhcan Olcek 10 | Trabzon, 19 Mayis Sports Hall Játékvezetők: Alexandra Romanov (RUS) |

| július 27. 12:10 | Szerbia                                 | 60–50 | Horvátország   | Trabzon, 19 Mayis Sports Hall Játékvezetők: Miroslav Kaluderovic (MNT) |
| július 27. 12:10 | (11:14, 16:6, 12:16, 21:14) Jegyzőkönyv |       |                | Trabzon, 19 Mayis Sports Hall Játékvezetők: Miroslav Kaluderovic (MNT) |
| július 27. 12:10 | Sanja Mandic 20                         | Pont  | Ivana Matic 14 | Trabzon, 19 Mayis Sports Hall Játékvezetők: Miroslav Kaluderovic (MNT) |

| július 27. 16:15 | Törökország                             | 60–56 | Belgium           | Trabzon, 19 Mayis Sports Hall Játékvezetők: Anastasios Manos (GRE) |
| július 27. 16:15 | (17:25, 12:7, 17:12, 14:12) Jegyzőkönyv |       |                   | Trabzon, 19 Mayis Sports Hall Játékvezetők: Anastasios Manos (GRE) |
| július 27. 16:15 | Hulya Coklar 19                         | Pont  | Axelle Bernard 12 | Trabzon, 19 Mayis Sports Hall Játékvezetők: Anastasios Manos (GRE) |

## Az 5–8. helyért
| július 28. 12:00 | Hollandia                                | 64–55 | Horvátország  | Trabzon, 19 Mayis Sports Hall Játékvezetők: Johannes Jaakko Kaunisto (FIN) |
| július 28. 12:00 | (22:15, 12:13, 18:13, 12:14) Jegyzőkönyv |       |               | Trabzon, 19 Mayis Sports Hall Játékvezetők: Johannes Jaakko Kaunisto (FIN) |
| július 28. 12:00 | Isabella Slim 21                         | Pont  | Dana Saric 12 | Trabzon, 19 Mayis Sports Hall Játékvezetők: Johannes Jaakko Kaunisto (FIN) |

| július 28. 14:15 | Szerbia                                  | 74–80 | Finnország    | Trabzon, 19 Mayis Sports Hall Játékvezetők: Laurent Beck (BEL) |
| július 28. 14:15 | (17:20, 17:19, 14:19, 26:22) Jegyzőkönyv |       |               | Trabzon, 19 Mayis Sports Hall Játékvezetők: Laurent Beck (BEL) |
| július 28. 14:15 | Sanja Mandic 19                          | Pont  | Anni Jamsa 26 | Trabzon, 19 Mayis Sports Hall Játékvezetők: Laurent Beck (BEL) |

### A 7. helyért
| július 29. 09:00 | Horvátország                            | 71–67 | Szerbia            | Trabzon, 19 Mayis Sports Hall Játékvezetők: Ali Sakaci (TUR) |
| július 29. 09:00 | (8:21, 21:17, 19:11, 23:18) Jegyzőkönyv |       |                    | Trabzon, 19 Mayis Sports Hall Játékvezetők: Ali Sakaci (TUR) |
| július 29. 09:00 | Ivana Matic 18                          | Pont  | Duska Nikitovic 19 | Trabzon, 19 Mayis Sports Hall Játékvezetők: Ali Sakaci (TUR) |

### Az 5. helyért
| július 29. 11:15 | Hollandia                               | 51–41 | Finnország        | Trabzon, 19 Mayis Sports Hall Játékvezetők: Aurelie Vidot (FRA) |
| július 29. 11:15 | (14:11, 10:13, 12:10, 15:7) Jegyzőkönyv |       |                   | Trabzon, 19 Mayis Sports Hall Játékvezetők: Aurelie Vidot (FRA) |
| július 29. 11:15 | Merlin Lammerink 16                     | Pont  | Vilma Purhonen 10 | Trabzon, 19 Mayis Sports Hall Játékvezetők: Aurelie Vidot (FRA) |

## Elődöntők
| július 28. 18:30 | Törökország                            | 47–52 | Franciaország            | Trabzon, 19 Mayis Sports Hall Játékvezetők: Sergey Belyankov (RUS) |
| július 28. 18:30 | (17:11, 6:15, 13:9, 11:17) Jegyzőkönyv |       |                          | Trabzon, 19 Mayis Sports Hall Játékvezetők: Sergey Belyankov (RUS) |
| július 28. 18:30 | Hulya Coklar 16                        | Pont  | Berengere Dinga Mbomi 11 | Trabzon, 19 Mayis Sports Hall Játékvezetők: Sergey Belyankov (RUS) |

| július 28. 16:15 | Oroszország                              | 59–75 | Belgium                | Trabzon, 19 Mayis Sports Hall Játékvezetők: Aurelie Vidot (FRA) |
| július 28. 16:15 | (11:22, 16:24, 19:16, 13:13) Jegyzőkönyv |       |                        | Trabzon, 19 Mayis Sports Hall Játékvezetők: Aurelie Vidot (FRA) |
| július 28. 16:15 | Ekaterina Safonova 13                    | Pont  | Hind Ben Abdelkader 20 | Trabzon, 19 Mayis Sports Hall Játékvezetők: Aurelie Vidot (FRA) |

## Bronzmérkőzés
| július 29. 13:30 | Törökország                           | 45–71 | Oroszország           | Trabzon, 19 Mayis Sports Hall Játékvezetők: Anastasios Manos (GRE) |
| július 29. 13:30 | (6:26, 16:17, 17:9, 6:19) Jegyzőkönyv |       |                       | Trabzon, 19 Mayis Sports Hall Játékvezetők: Anastasios Manos (GRE) |
| július 29. 13:30 | Busra Akbas 13                        | Pont  | Elizaveta Komarova 16 | Trabzon, 19 Mayis Sports Hall Játékvezetők: Anastasios Manos (GRE) |

## Döntő
| július 29. 15:45 | Franciaország                           | 58–65 | Belgium                | Trabzon, 19 Mayis Sports Hall Játékvezetők: Alper Ozvok (TUR) |
| július 29. 15:45 | (12:17, 7:18, 19:15, 20:15) Jegyzőkönyv |       |                        | Trabzon, 19 Mayis Sports Hall Játékvezetők: Alper Ozvok (TUR) |
| július 29. 15:45 | Clementine Morateur 12 Assitan Kone 12  | Pont  | Hind Ben Abdelkader 34 | Trabzon, 19 Mayis Sports Hall Játékvezetők: Alper Ozvok (TUR) |

## Végeredmény
| Helyezés | Csapat        | M | Gy | V | P+  | P–  | Pk  | P |  |
| -------- | ------------- | - | -- | - | --- | --- | --- | - |  |
| Arany    | Belgium       | 5 | 4  | 1 | 324 | 294 | +30 | 9 |  |
| Ezüst    | Franciaország | 5 | 3  | 2 | 257 | 254 | +3  | 8 |  |
| Bronz    | Oroszország   | 5 | 4  | 1 | 304 | 252 | +52 | 9 |  |
| 4.       | Törökország   | 5 | 3  | 2 | 292 | 299 | -7  | 8 |  |
|          |               |   |    |   |     |     |     |   |  |
| 5.       | Hollandia     | 5 | 3  | 2 | 310 | 287 | +23 | 8 |  |
| 6.       | Finnország    | 5 | 1  | 4 | 258 | 313 | -55 | 6 |  |
| 7.       | Horvátország  | 5 | 1  | 4 | 288 | 326 | -38 | 6 |  |
| 8.       | Szerbia       | 5 | 1  | 4 | 326 | 334 | -8  | 6 |  |